# Mutant Hunter
Mutant Hunter es el tercer álbum de la banda de heavy metal madrileña Muro. El álbum se compone de temas previamente lanzados por la banda, pero en esta ocasión adaptados al inglés, más un tema inédito ("Mutant Hunter") y una versión de "Born to Be Wild", de Steppenwolf.
De las canciones previamente lanzadas, tres pertenecen a Acero y Sangre: "Kill" ("Mata"), "Looking Like a Killer" ("Mirada Asesina") y "Traitor" ("Traidor"); y otras tres a Telón de Acero: "Final Judgement" ("Juicio Final"), "Behind the Wall" ("Telón de Acero") y "Lonely Dark" ("Solo en la Oscuridad").  La agrupación lanzó el disco con la intención de darse más a conocer en el extranjero, algo que no sucedió debido a, según la propia banda, una mala producción. 

## Lista de temas
1. "Mutant Hunter" – 6:19
2. "Kill" – 4:08
3. "Final Judgement" - 3:51
4. "Behind the Wall" – 4:09
5. "Born to Be Wild" – 03:56
6. "Looking Like a Killer" – 3:02
7. "Traitor" – 4:52
8. "Lonely Dark" – 5:47

- Todos los temas están compuestos por J.M. Navarro y S. Solórzano, excepto "Looking Like a Killer" (por José A. Casal y Miguel Borja), "Traitor" (por Pedro V. González) y "Born to Be Wild" (por Mars Bonfire). Las letras fueron adaptadas al inglés por Tony Cuevas y Ellen Kenny.

## Créditos
- Silverio Solórzano, Silver - Voz
- José Manuel Navarro, Largo - Guitarra, coros
- Julio Rico, Julito - Bajo, coros
- Juan Ramón Ruiz, Lapi - Batería